# Спортска дворана Универзитета науке и технологије у Пекингу
Спортска дворана Универзитета науке и технологије у Пекингу, Beijing Science and Technology University Gymnasium (поједностављен кинески језик: 北京科技大学体育馆; традиционални кинески језик: 北京科技大學體育館; пињин: Běijīng Kējì Dàxué Tǐyùguǎn) је затворена арена која се налази у кампусу Универзитета науке и технологије у Пекингу.

## Историјат
Објекат се простире на површини од 2,38 хектара, а укупна грађевинска површина достиже 24.662 квадратна метра. Капацитет сједишта је 8.024 седишта, укључујући 3.956 привремених. Дворана се састоји од главне теретане и свеобухватног објекта. Изградња је почела у октобру 2005. године, а завршена је у августу 2007. године.
Током Љетњих олимпијских игара 2008. године био је домаћин утакмица џудоа и теквондоа. Током Летњих параолимпијских игара 2008. био је домаћин прелиминарних рунди кошарке у инвалидским колицима и такмичења у рагбију у инвалидским колицима.
Ова такмичења су се одвијала у већини спортских сала са конвертибилном површином од 60 м к 40 м. У склопу спортског објекта налази се и олимпијски стандардни базен димензија 50 м к 25 м.
Након завршетка олимпијског догађаја, капацитет стадиона је смањен након што су уклоњена привремена сједишта постављена за Олимпијске игре 2008. године. Од тада је сала била домаћин разних спортских такмичења и била је отворена за студенте.